# اشچیانکا، شهرستان ناوی تومیشل
اشچیانکا، شهرستان ناوی تومیشل (به لاتین: Trzcianka, Nowy Tomyśl County) یک منطقهٔ مسکونی در لهستان است که در Gmina Kuślin واقع شده‌است.